# Adolfo Durá
Adolfo Durá (Alcoy, 1875-Madrid, 1936) fue un fotograbador, pintor y fotógrafo español.

## Biografía
Nacido en 1875, era natural de la localidad alicantina de Alcoy Tras haber trabajado en Comedias y Comediantes y La Noche llegó a ser responsable de la dirección artística de la revista Nuevo Mundo. Años más tarde fue director artístico de la revista Cosmópolis, cargo del que cesó en 1930. Como pintor habría tenido como maestro a Fernando Cabrera y realizó paisajes de Madrid y Alcoy, además de bodegones, temas taurinos e ilustraciones en la prensa periódica. Falleció en 1936 en Madrid.